# Liste der Arbeitslager in Anhui
Umerziehung durch Arbeit ist ein System von Arbeitslagern in der Volksrepublik China.
Diese Liste führt solche Arbeitslager in der Provinz Anhui auf.
| Name                                                          | Unternehmen                       | Stadt/Kreis       | Dorf/Stadt    | Gründung | Kommentare                           |
| ------------------------------------------------------------- | --------------------------------- | ----------------- | ------------- | -------- | ------------------------------------ |
| Umerziehung durch Arbeit Anqing                               | Brennofenwerke Anqing Xinsheng    | Stadt Anqing      |               |          |                                      |
| Umerziehung durch Arbeit Baofeng                              | Allgemeine Industriefirma Baofeng | Distrikt Xuanzhou |               |          |                                      |
| Umerziehung durch Arbeit Stadt Hefei                          | unbekannt                         | Stadt Hefei       | Stadt Yicheng | 1983     | 2003 verlegt. Kapazität 600 Insassen |
| Umerziehung durch Arbeit Huainan                              | unbekannt                         | Stadt Huainan     |               |          | derzeitiger Name 1989 angenommen     |
| Umerziehung durch Arbeit No. 2 der Provinz Anhui              | Farm Shangzhangwei                | Stadt Hefei       |               | 1983     | Kapazität 600 Insassen               |
| Umerziehung durch Arbeit für Drogentherapie der Provinz Anhui |                                   | Unbekannt         |               |          |                                      |

## Quelle
- Laogai Handbook 2007–2008. (PDF; 3,5 MB) The Laogai Research Foundation, 2008, abgerufen am 10. Januar 2011.